# Архіпелаг Траверсі

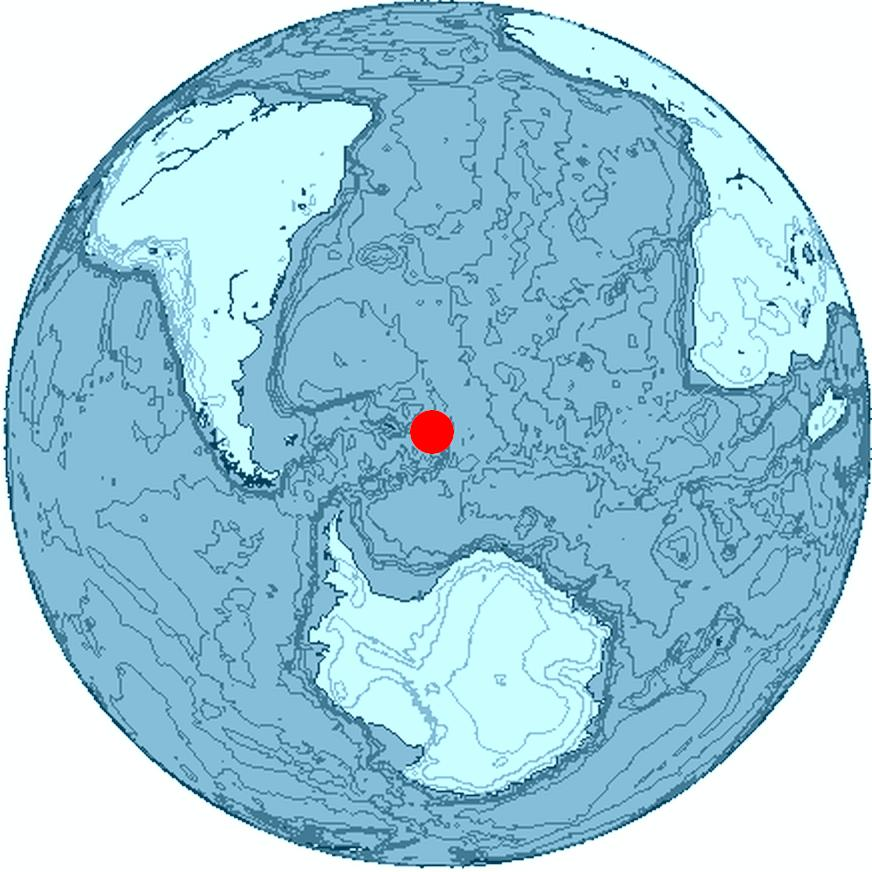
Георозташування Південних Сандвічевих островів

Архіпелаг  Траверсі — три невеликі незаселені острови у складі архіпелагу Південна Георгія і Південні Сандвічеві острови, розташованого на півдні Атлантичного океану на північний схід від Антарктиди. У нього входять острів Лєскова, який знаходиться за 520 км на південний схід від головного острова Південна Георгія і острови Високий і Заводовський.

## Історія відкриття
Архіпелаг був відкритий у 1819 році російською антарктичною експедицією Фадея Фадейовича Беллінсгаузена і названий на честь морського міністра Російської Імперії маркіза де Траверсі.